# 普雷德拉格·约基奇
普雷德拉格·约基奇（羅馬化：Predrag Jokić，1983年2月3日—），黑山男子水球运动员。他曾代表塞尔维亚和黑山、黑山参加2004年、2008年、2012年和2016年夏季奥林匹克运动会水球比赛，获得一枚银牌。